# Stauntonia yaoshanensis
Stauntonia yaoshanensis är en narrbuskeväxtart som beskrevs av F.N. Wei och S.L. Mo. Stauntonia yaoshanensis ingår i släktet Stauntonia och familjen narrbuskeväxter. Inga underarter finns listade i Catalogue of Life.